# 바오안궁루역
바오안궁루역(중국어: 宝安公路站)은 중국 상하이시 바오산구 양싱진의 원촨공로, 바오안공로, 바오양로의 교차로에 위치한 상하이 지하철 1호선의 지하철역으로 2007년 12월 29일에 개통되었다.

## 역 구조

### 층별 구조
바오안궁루역은 3층으로 된 고가역으로, 1층은 5개의 출구가 있고 2층은 대힙실로 지하철 티켓 판매, 교통카드 충전, 보안 검색 등의 서비스를 제공하며, 3층은 2개의 상대식 승강장이 있고, 역의 동쪽에는 후촨 공로가 있다. 아래는 바오안궁루역의 층별 구조이다.
| 3층 | 상대식 승강장, 오른쪽 출입문이 열림 | 상대식 승강장, 오른쪽 출입문이 열림        |
| 3층 | ←                                   | ■1호선 푸진루 방면 (유이시루)              |
| 3층 | →                                   | ■1호선 신좡 방면 (궁푸신춘)                |
| 3층 | 상대식 승강장, 오른쪽 출입문이 열림 |                                            |
| 2층 | 대합실                              | 고객 센터, 자동 매표기, 수동 서비스 카운터 |
| 1층 | 출구                                | 1-5번 출구                                 |

## 연결 버스
172, 552, 705, 펑난선, 첸타이선, 쑹안 전용선, 바오산1로, 바오산5로, 바오산7로, 바오산15로

## 출구
|                         |                                                 |  |  |
| 출구 번호               | 출구 위치                                       |  |  |
| 1번 출구                | 윈촨로(蕰川路) 서측, 바오안 공로(宝安公路) 남측 |  |  |
| 2번 출구                | 윈촨로(蕰川路) 동측, 바오양로(宝杨路) 남측      |  |  |
| 3번 출구                | 윈촨로(蕰川路) 서측, 바오양로(宝杨路) 남측      |  |  |
| 4번 출구                | 3번 출구 북측                                   |  |  |
| 5번 출구                | 4번 출구 북측                                   |  |  |
| 아이콘 설명: 엘리베이터 |                                                 |  |  |